# Geranium flanaganii
Geranium flanaganii là một loài thực vật có hoa trong họ Mỏ hạc. Loài này được Schltr. ex Knuth mô tả khoa học đầu tiên năm 1907.